# 史班奇 (伊利諾伊州)
史班奇（英語：Spankey）是位於美國伊利諾伊州澤西縣的一個非建制地區。該地的面積和人口皆未知。

## 地理
史班奇的座標為39°11′02″N 90°33′02″W / 39.18389°N 90.55056°W，而該地的平均海拔高度為133米（即436英尺）。